# To pejzaż mojej ziemi
To pejzaż mojej ziemi (Beat Oratorio) – oratorium rockowe wydane końcem 1973 roku przez Polskie Nagrania.
Album oparty jest na schemacie liturgii mszy „De Angelis” i składa się z 6 części: Kyrie, Gloria, Credo, Sanctus, Benedictus i Agnus Dei. Wszystkie utwory zostały stworzone w 1970 roku przez Marka Sewena (muzyka), Adama Kreczmara i Jacka Hohensee (tekst). Od momentu powstania dzieło było wielokrotnie wykonywane na estradach całego kraju, głównie przez zespoły młodzieżowe. W 1972 roku za piosenkę „Wierzę drzewom” Stan Borys zdobył II nagrodę (Złoty Apollo) na Olimpiadzie Piosenki w Atenach, sam zaś został uznany za najlepszego piosenkarza Olimpiady.
We wrześniu 1973 roku materiał został nagrany na płycie winylowej (XL/SXL 0938) przez czołowych przedstawicieli polskiej sceny muzycznej początku lat 70. XX wieku, takich jak Czesław Niemen, Marek Grechuta czy Skaldowie. Pierwsza reedycja albumu, dziś trudno dostępna, pochodzi z 1999 roku i ma zmienioną okładkę. Wydania płyty podjęła się wytwórnia Spectrum (nr katalogowy: SPE 002-2). Kolejne wznowienie, z oryginalną okładką, pojawiło się w czerwcu 2023 roku nakładem Warner Music Polska.

## Lista utworów
Kyrie
1. „Witaj” – Bractwo Kurkowe 1791
2. „Słowa jak płótno” – Halina Żytkowiak
3. „Znajdziemy sobie” – Marek Grechuta

Gloria
1. „Przecież nas wita” – Czesław Niemen
2. „Dokąd płyną rzeki” – Jerzy Grunwald

Credo
1. „Wierzę drzewom” – Stan Borys
2. „To pejzaż mojej ziemi” – Mira Kubasińska

Sanctus
1. „W tych pięknych miastach” – Jerzy Grunwald
2. „Dobra jest ta godzina” – Dwa Plus Jeden

Benedictus
1. „Czego nas uczą” – Tadeusz Woźniak
2. „Niech będzie pochwalony” – Bractwo Kurkowe 1791

Agnus Dei
1. „Moje słowa” – Andrzej i Eliza
2. „Czy musisz odchodzić” – Skaldowie

- Nagranie utworów: wrzesień 1973, z wyjątkiem utworów 13 (maj 1972)[2], 1, 7, 11 (październik 1972) i 6 (grudzień 1971),

Zespoły towarzyszące: 
- Breakout (utwór 7),
- Grupa Niemen (utwór 4),
- Grupa WIEM (utwór 3),
- Orkiestra pod dyr. Janusza Kępskiego i Ryszarda Poznakowskiego

Mastering wydania cd: 
- Bogdan Żywek